# Gander
Gander es una población ubicada en el sector nordeste de la isla de Terranova, en la provincia canadiense de Terranova y Labrador, aproximadamente a 40 km (24,9 mi) al sur de la bahía Gander, 100 km (62,1 mi) al sur de Twillingate y 90 km (55,9 mi) al este de Grand Falls-Windsor. Ubicada en la franja nordeste del lago Gander, es conocida por el Aeropuerto Internacional de Gander, que en alguna época fue un importante aeropuerto de escala para cargar combustible en viajes transatlánticos. Su aeropuerto aún continúa siendo utilizado de manera preferencial en casos de aterrizajes de emergencia, ya que cuenta con instalaciones de seguridad y médicas para lidiar con ese tipo de situaciones. Según el censo del 2021, cuenta con una población de 11 880 habitantes.
Cuando los Estados Unidos cerraron su espacio aéreo durante los ataques del 11 de septiembre del 2001, el aeropuerto recibió 38 aeronaves y cerca de 6 700 pasajeros de Olympic Airlines, Air France, Lufthansa, British Airways, Alitalia, entre otras. Esta situación, que revitalizó al pueblo, lo hizo famoso en el mundo entero y fue la inspiración de un musical de Broadway, Come from Away.
La gran mayoría de las calles en Gander llevan el nombre de aviadores reconocidos, entre los que se cuentan Alcock y Brown, Amelia Earhart, Charles Lindbergh, Eddie Rickenbacker, Marc Garneau y Chuck Yeager.

## Historia
El origen y crecimiento del pueblo tiene estrecha relación con el aeropuerto, cuya construcción se inició en 1935 y finalizó en 1938, ya que la ubicación fue escogida como punto intermedio de la ruta aérea Nueva York-Londres. Durante la Segunda Guerra Mundial vivían allí cerca de mil militares, tanto británicos, como canadienses y estadounidenses, que se entrenaban y preparaban para combatir en Europa. La economía local durante muchos años giró en torno al aeropuerto, pero el avance de la industria aeronáutica, que permitía mayor autonomía de vuelo sin necesidad de hacer escalas para cargar combustible, hizo que sus habitantes buscasen diversificar la economía local. Fidel Castro visitó la localidad, cuando tuvo necesidad de hacer una escala, y aprovechó para dar una entrevista con un medio local y para reunirse con el alcalde.
En Gander ocurrió el accidente aéreo más mortífero de Canadá, el del vuelo 1285 de Arrow Air, el 12 de diciembre de 1985. Famosa por su cultura aeronáutica, apareció en numerosos documentales, sobre todo después de los eventos del 11 de septiembre de 2001. Lufthansa cuenta en su flota con un Airbus A340 nombrado Gander/Halifax, en homenaje a ambos aeropuertos, por acoger a los pasajeros varados en aquella oportunidad, cuando Estados Unidos cerró su espacio aéreo.

## Demografía
En el censo canadiense de 2021, realizado por Statistics Canada, Gander tenía una población de 11 880 habitantes que vivían repartidos en 5 068 viviendas sobre un total de 5 424 viviendas privadas totales, un cambio del 1,6 % con respecto a su población de 2016, cuando había 11 688 residentes. Con una superficie de 104,53 kilómetros cuadrados (40,36 millas cuadradas), tenía una densidad de población de 113,7 por kilómetro cuadrado (294,4/milla cuadrada) en 2021.
Según el censo de 2021, la población de Gander era blanca en un 89,7 %, mientras que el 7,5 %.eran indígenas. El 2,8 % restante pertenecía a otras minorías étnicas.

## Curiosidades
En 1991, el Grupo de Trabajo para la Nomenclatura de Sistemas Planetarios de la Unión Astronómica Internacional (IAU/WGPSN, en sus siglas en inglés) nombró oficialmente a un cráter de Marte en honor a Gander. El cráter Gander se encuentra a 31,5° de latitud sur y 265,9° de longitud oeste; su diámetro es de 38 km (24 mi).